# Hypena divisalis
Hypena divisalis är en fjärilsart som beskrevs av Moore 1867. Hypena divisalis ingår i släktet Hypena och familjen nattflyn. Inga underarter finns listade i Catalogue of Life.